# Future pop
Future pop je mlad žanr elektroničke plesne glazbe nastao iz EBM s utjecajima iz synth popa (struktura pjesme i stil pjevanja), anthem trancea (grandiozno sviranje sintisajzera). Termin su skovali Ronan Harris (iz VNV Nation) i Stephan Groth (iz Apoptygma Berzerk) pokušavajući opisati stil glazbe koji sviraju.
Posljednjih godina koncept future popa se proširio i bendovi kao što su mind.in.a.box i Rotersand nadopunjuju žanr s utjecajima iz progressive trancea, dok drugi poput XPQ-21 uvode još neke elemente industriala i synth popa. Neki aggrotech bendovi koriste future pop melodije u svojim pjesmama, kao što su naprimjer Suicide Commando i SITD. Takva glazba ima mnogo više uspjeha, pogotovo na alternativnim top listama kao što su njemačka altenativna top lista, nordijska, nizozemska ili neke druge alternativne top liste.
Future pop glazba je popularna na cyber, gotičarskoj i općenito alternativnoj sceni. Glazbeni festivali na kojima se izvodi future pop su Infest, Wave Gotik Treffen i M'era Luna.

## Glazbeni sastavi
- Frozen Plasma

## Vanjske poveznice
- Being a little bit productive